# Nicolás Avellaneda
Nicolás Remigio Aurelio Avellaneda Silva (São Miguel de Tucumã, 3 de outubro de 1837 — morto em alto mar, 25 de novembro de 1885) foi um advogado, jornalista e político argentino. Presidente da Argentina entre 1874 e 1880.
Filho de Marco Avellaneda (opositor de Juan Manuel de Rosas) e de Dolores Silva y Zavaleta. Politicamente oposto às aspirações autonomistas da província de Buenos Aires, assumiu a presidência em meio a acusações de fraude e enfrentando um levante de Bartolomé Mitre, o qual sufocou em poucos meses.
Resolveu a crise de 1874 e 1875 mediante o ajuste do gasto público, incluindo a demissão de funcionários e a redução de salários. Mais tarde iniciou-se a exportação de carne argentina nos primeiros navios frigoríficos. Apesar de inicialmente apoiar os planos de Adolfo Alsina para conter o avanço dos índios, finalmente em 1876 impulsiona a Campanha do Deserto do Ministro da Guerra, general Julio Argentino Roca, o qual soluciona finalmente o problema de maneira sangrenta e beneficia a algumas centenas de argentinos com milhões de hectares liberados para suas novas estâncias.
Em 1880, depois de resolver um novo levantamento de Carlos Tejedor, o Congresso aprovou, por influência sua, a federalização da Cidade Autônoma de Buenos Aires. Duas leis importantes que levam seu nome são a de Imigração, aprovada em seu mandato, que facilitou a radicação no país de centenas de milhares de europeus, e a das Universidades (1885), que deu certa autonomia a estes centros educativos e que constituiu um dos antecedentes da reforma universitária de 1918. Nicolás Avellaneda também manifestou uma natural inclinação para a literatura. Sua produção literária, nas quais se encontram reunidos, entre outros trabalhos, seus discursos presidenciais, está agrupada sob o título Escritos literários.

## Morte
Na esperança de poder se tratar de uma nefrite que o afetou, Avellaneda viajou à França para consultar um grupo de médicos especialistas.
No entanto, o diagnóstico não era bom, não havia nada que pudessem fazer. Depois de três meses, Avellaneda decidiu voltar para morrer em sua terra natal. Mas seu último desejo não pôde ser realizado, ele morreu em alto mar, aos 48 anos, em 25 de novembro de 1885 nos braços de sua companheira de toda a vida. Aos 48 anos, ele é o presidente argentino que viveu por menos tempo.
Ele foi retirado do barco em um caixão coberto com a bandeira argentina. O presidente Julio Argentino Roca decretou oito dias de luto nacional, e seus restos mortais foram sepultados com honras plenas. Encontra-se sepultado no Cemitério da Recoleta, em Buenos Aires.

## Outros cargos
- Ministro da Justiça e Instrução Pública (1868-1873)
- Reitor da Universidade de Buenos Aires (1881)
- Senador por Tucumã (1882 até sua morte)